# 福井県立武生東高等学校
福井県立武生東高等学校（ふくいけんりつ たけふひがしこうとうがっこう、英: Fukui Prefectural Takefu Higashi High School）は、福井県越前市北町にある公立の高等学校。通称は「東高」。

## 設置学科
- 学際フロンティア学科（2年次から下記の3科に分かれる）
  - フューチャー・サイエンス科（理数探究）
  - フューチャー・クエスト科（地域探究）
  - グローバル科（国際交流）
- 普通科（※2022年度から募集停止）
- 国際科（※2022年度から募集停止）

## 沿革
- 1984年（昭和59年）6月4日 - 高問協より第3学区に全日制普通科高校の新設答申。
- 1986年（昭和61年）
  - 7月21日 - 普通科・国際科を設置することを発表。
  - 9月11日 - 校名を福井県立武生東高等学校とすることを発表。
  - 2月28日 - 第1期工事完成（普通教棟・特別教棟・体育館・テニスコート・クラブハウス）。
- 1987年（昭和62年）
  - 3月11日 - 第1回入学者選抜学力検査を武生高校で実施。
  - 4月7日 - 開校式・入学式を行う。
  - 5月27日 - PTA設立総会。
  - 8月20日 - 第2期工事完成（普通科教棟・管理棟・特別教棟・クラブハウス）。
- 1989年（平成元年）
  - 6月21日 - 校歌制定、発表会。
  - 8月25日 - 第2体育館建設工事（第2体育館・渡り廊下）完成。
  - 9月30日 - 校門・メモリアル広場完成。
  - 10月7日 - 総合落成式を行う。
- 1991年（平成3年）4月 - 県教育委員会より「新教育課程推進研究委託事業指定校」に指定される。
- 1992年（平成4年）
  - 5月10日 - 創立5周年記念事業（緑の杜）完成。
  - 11月11日 - 福井県教育委員会委託事業「国際理解に関する研究発表会」を行う。
- 1993年（平成5年）4月 - 文部省より「国際理解のための活動に関する調査研究校」に指定される。
- 1997年（平成9年）11月8日 - パーマー賞を受賞する。
- 2000年（平成12年）
  - 4月 - 文部省より「保育・介護体験総合推進事業実践研究校」に指定される。
  - 12月 - 「読書活動優秀実践校」として文部大臣表彰を受ける。
- 2004年（平成16年）4月1日 - 文部科学省より「Super English Language High School (SELHi) 」に指定される。
- 2007年（平成19年）4月1日 - 文部科学省より「キャリア教育調査研究推進校」に指定される。
- 2012年（平成24年）
  - 4月 - 文部科学省より「英語授業改善拠点校」に指定される。
  - 12月3日 - 国際科海外語学研修（シンガポール・マレーシア）始まる。
- 2022年（令和4年）4月 - 学際フロンティア学科を設置。

## 部活動
- 運動部 - 野球、陸上、サッカー、バレーボール（女）、バスケットボール（男・女）、ソフトボール（男・女）、ソフトテニス（女）、卓球、バドミントン（男・女）、弓道
- 文化部 - 吹奏楽、書道、美術、茶道、華道、ESS、放送、演劇、合唱、理科クラブ

## 学校の特色
- 緑に恵まれた環境の中に、東京ドームの1.3倍の広大なキャンパス。
- スクールモットー HINOISM (Healthy, Intelligent, and Noble like Mt.Hino)
「心身共に健やかで、知性高く、人格高潔であれ 日野山のごとく」
- 校風
明るく、のびのびとした校風の進学校。
部活動や学校行事に力を入れ、骨太な人間形成を目指す教育方針。
- クラス構成
普通科4クラス、国際科2クラスの1学年約200名強。
- スーパーイングリッシュランゲージハイスクール
国際科を中心として、全校体制で国際理解教育に取り組んでいる。1997年（平成9年）には英語教育のノーベル賞といわれているパーマー賞も受賞している。
ニュージーランドやオーストラリア、アメリカ合衆国など世界各地に姉妹校や交流校があり、生徒や教員の相互派遣や語学研修を実施している。2004年（平成16年）度に文部科学省からスーパーイングリッシュランゲージハイスクール (SELHi) に指定されている。
- 進路
卒業生のうち、約100名が国公立大学に進学。約8割が大学で約2割が短大や専門学校に進学。
京都大学、一橋大学、神戸大学、名古屋大学などにも合格者を出している。進路状況
- 学びの特色
質の高い授業と、しっかりした量の家庭学習を目指している。全生徒がダイアリーを持ち、日々の家庭学習の記録をしながら勉強に励んでいる。「学びのガイドブック」などの自主教材を用いて、生徒の学びの改善にも独自の指導を行っている。総合的な学習の時間のプログラムも独自の思想が反映された内容となっている。低学年からの進路学習と教科学習の両輪のバランスにも配慮して、系統だった指導が行われている。
- 初代全国食育王
2007年（平成19年）6月に全国高校生食育王選手権大会にて初代食育王となる。

## アクセス
- 福井鉄道（福鉄バス）南越線・池田線「武生東高校」下車。

## 出身者
- 竹内朋康（SUPER BUTTER DOG，マボロシ）
- 本宮れい子（演歌歌手）
- 関えり香（脚本家）
- レキシ　池田貴史（ミュージシャン、俳優）